# قطعنامه ۸۴۴ شورای امنیت
قطعنامه ۸۴۴ شورای امنیت سازمان ملل متحد که در تاریخ ۱۸ ژوئن ۱۹۹۳ تصویب شد، سندی بین‌المللی دربارهٔ بوسنی و هرزگوین است. این قطعنامه طی نشست ۳۲۴۱ام با ۱۵ رای موافق، ۰ مخالف و ۰ ممتنع تصویب شد.